# 戈兰·马克西莫维奇
戈兰·马克西莫维奇（1963年7月27日—），塞尔维亚男子射击运动员。他曾代表南斯拉夫、独立参赛者、塞尔维亚和黑山参加1984年、1988年、1992年、1996年和2000年夏季奥林匹克运动会射击比赛，获得一枚金牌。